# Rhagodes furiosus
Espèce
Synonymes
- Rhax furiosa C. L. Koch 1842

Rhagodes furiosus est une espèce de solifuges de la famille des Rhagodidae.

## Distribution
Cette espèce se rencontre en Égypte et en Libye.

## Description
Rhagodes furiosus mesure jusqu'à 30 mm.

## Publication originale
- C. L. Koch, 1842 : Die Arachniden. Nürnberg, vol. 9, p. 57-108 (texte intégral).